# George Bălan
George Bălan (Turnu Măgurele, Distrito de Teleorman, Reino de Rumania, 11 de marzo de 1929 - Friburgo de Brisgovia, Baden-Wurtemberg, Alemania, 3 de enero de 2022) fue un filósofo, musicólogo y aforista rumano. 

## Biografía
Después de terminar la carrera en la Universidad de Bucarest desempeñó la tarea de docente en el Conservatorio de Bucarest, hasta 1977 fue catedrático numerario de Estética Musical en dicho conservatorio.
A partir de 1949 Geroge Bălan fue redactor de la revista musical Contemporanul. En los años sesenta dirigió y moderó una serie, que se emitió por radio y televisión, sobre los grandes compositores y sobre temas musicales. En sus emisiones siempre subrayó el significado de la escucha consciente, sin la cual el trabajo de compositores e intérpretes no se puede apreciar en su auténtico valor.
Bălan terminó la carrera de filosofía en la Universidad Lomonosov de Moscú con una tesis doctoral Sobre el contenido filosófico de la música. En 1970 terminó la carrera de Teología ortodoxa con la disertación La teología del amor.
La actividad de Bălan en Rumania y en el extranjero estuvo siempre marcada por su infatigable búsqueda e investigación en los campos musical y filosófico. La publicación de los resultados de sus investigaciones, que plasmó en numerosos libros y escritos en Rumania, tuvo continuidad en Alemania con la misma intensidad. 
En la actualidad muchos de sus libros están traducidos en seis idiomas. Además de su actividad literaria llegó al gran público a través de sus múltiples conferencias públicas en las grandes salas de conciertos de Rumania. Muy pronto, su actividad se hizo sospechosa a los ojos del régimen totalitario de Ceaușescu.
En 1977 George Bălan abandonó su país de origen, Rumania, por motivos políticos y se estableció en Alemania (Baviera). En 1979 la Universidad de Múnich le encargó el curso sobre el tema La filosofía de la música. En ese mismo año desarrolló el método de musicosophia y fundó en el sur de Baviera la primera escuela de musicosophia, a la que dio el nombre de Brucknerianum (en honor al compositor Anton Bruckner). 
Tras una estancia de cuatro meses en los Estados Unidos en 1985 trasladó la escuela a St. Peter en la Selva Negra en la proximidad de Friburgo y le dio el nombre de Escuela Internacional de musicosophia, la escuela de la escucha musical consciente. En el mismo año George Bălan obtuvo la nacionalidad alemana.
Hasta la fecha George Bălan y sus colaboradores trabajan con el objetivo de hacer accesible a muchas personas la música de los grandes maestros mediante el método de musicosophia.

### Obras principales
- Muzica, artă greu de înţeles?, Editura Muzicală a Uniunii Compozitorilor şi Muzicologilor din România, Bucureşti, 1955-1956, 1960.
- Der philosophische gehalt der musik, Dissertation, Moskau, 1961.
- Enescu - mesajul, estetica, Editura Muzicală a Uniunii Compozitorilor şi Muzicologilor din România, Bucureşti, 1959-1960.
- Enescu - viaţa, Editura Muzicală a Uniunii Compozitorilor şi Muzicologilor din România, Bucureşti, 1962.
- Gustav Mahler, Editura Muzicală a Uniunii Compozitorilor şi Muzicologilor din România, Bucureşti, 1962.
- Tragicul, Bucureşti, 1961-1962.
- Muzica, temă de meditaţie filosofică, Editura Ştiinţifică, Bucureşti, 1955-1956, 1960.
- Sensurile muzicii, Editura Tineretului, Bucureşti, 1965.
- Innoirile muzicii, Editura Muzicală a Uniunii Compozitorilor şi Muzicologilor din România, Bucureşti, 1966.
- Eu, Richard Wagner, Editura Tineretului, Bucureşti, 1966.
- Dincolo de muzică, Editura pentru Literatură, Bucureşti, 1967.
- Întrebările conştiinţei wagneriene, Editura Muzicală a Uniunii Compozitorilor şi Muzicologilor din România, Bucureşti, 1968.
- În dialog cu Emil Cioran, Editura Cartea Românească, Bucureşti, 1968-1969, 1996.
- Noi ṣi clasicii, Editura Tineretului, Bucureşti, 1968.
- Venirea antimuzicii, Editura Muzicală a Uniunii Compozitorilor şi Muzicologilor din România, Bucureşti, 1968.
- Procesul lui Socrate, Editura Albatros, Bucureşti, 1968-1969, 1993.
- În căutarea Maestrului, Editura Institutul European, Bucureşti, 1968-1972, 1999.
- Pelerinaj oriental, Bucureşti, 1965.
- Le sens de la musique, Bucureşti, 1965.
- Arta de a înţelege muzica, Editura Muzicală a Uniunii Compozitorilor şi Muzicologilor din România, Bucureşti, 1970.
- Meditaţii beethoveniene, Editura Albatros, Bucureşti, 1969-1970.
- Via meditativa, Editura Eminescu, Bucureşti, 1972-1974, 1997.
- Cazul Schönberg, Editura Muzicală a Uniunii Compozitorilor şi Muzicologilor din România, Bucureşti, 1974.
- Iniţiere muzicală, Bucureşti, 1974.
- Pneumatologie-Morţii noştri, Bucureşti, 1973-1974.
- Mică filosofie a muzicii, Editura Eminescu, Bucureşti, 1975.
- Nebănuitul Eminescu, Editura Universal Dalsi, Bucureşti, 1975, 1984, 1999.
- O istorie a muzicii europene, Editura Albatros, Bucureşti, 1975.